# Município de Manchester (condado de Morgan, Ohio)
O município de Manchester (em inglês: Manchester Township) é um município localizado no condado de Morgan no estado estadounidense de Ohio. No ano de 2010 tinha uma população de 160 habitantes e uma densidade populacional de 3,32 pessoas por km². O município é governado por uma junta de três membros de síndicos, que são eleitos em novembro dos anos ímpares a um período de quatro anos na 1 de janeiro seguinte.

## Geografia
O município de Manchester encontra-se localizado nas coordenadas 39° 41′ 16″ N, 81° 40′ 13″ O. Segundo o Departamento do Censo dos Estados Unidos, o município tem uma superfície total de 48.13 km², da qual 47,2 km² correspondem a terra firme e (1,94 %) 0,93 km² é água.

## Demografia
Segundo o censo de 2010, tinha 160 pessoas residindo no município de Manchester. A densidade populacional era de 3,32 hab./km². Dos 160 habitantes, o município de Manchester estava composto pelo 97,5 % brancos, o 1,88 % eram amerindios e o 0,63 % eram de uma mistura de raças. Do total da população o 0,63 % eram hispanos ou latinos de qualquer raça.